# 64e cérémonie des Tony Awards
La 64e cérémonie des Tony Awards a eu lieu le 13 juin 2010 au Radio City Music Hall de New York et a été retransmise en direct à la télévision sur CBS. La cérémonie récompensait les productions de Broadway en cours pendant la saison 2009-2010 et à l'affiche avant le 29 avril 2010.

## Cérémonie
La cérémonie a été présentée par le comédien américain Sean Hayes. La cérémonie a pris place dans le Radio City Music Hall. En plus de sa diffusion en direct sur CBS, la cérémonie a été retransmise sur écran géant sur Times Square et sur le site officiel des Tony Awards.

### Présentateurs
Lors de la soirée, plusieurs personnalités se sont relayées pour annoncer les noms des gagnants dont Paula Abdul, Billie Joe Armstrong, Antonio Banderas, Justin Bartha, Laura Benanti, Cate Blanchett, Patrick Breen, Laura Bell Bundy, Michael Cerveris, Kristin Chenoweth, Barbara Cook, Michael Douglas, Kelsey Grammer, Rosemary Harris, Patrick Heusinger, Katie Holmes, Brian d'Arcy James, Scarlett Johansson, Nathan Lane, Angela Lansbury, Anthony LaPaglia, Laura Linney, Lucy Liu, Jan Maxwell, Idina Menzel, Lea Michele, Alfred Molina, Helen Mirren, Matthew Morrison, Chris Noth, Bebe Neuwirth, Bernadette Peters, David Hyde Pierce, Daniel Radcliffe, Eddie Redmayne, Mark Sanchez, Tony Shalhoub, Liev Schreiber, Jada Pinkett Smith, Will Smith, Stanley Tucci, Denzel Washington et Raquel Welch,,.

### Prestations
La soirée a été ouverte par un medley de comédies musicales montées durant l'année.
Parmi les comédies musicales représentées sur scène au cours de la soirée ; American Idiot, Fela!, Memphis, Million Dollar Quartet, La Cage aux folles, A Little Night Music, Everyday Rapture et Ragtime. Lors de la soirée, Matthew Morrison et Lea Michele, deux acteurs de la série Glee ont interprété respectivement « All I Need Is the Girl » et « Don't Rain On My Parade ». Le groupe Green Day interpréta "Know Your Enemy/Holiday". La troupe de Come Fly Away et Promises, Promises présentèrent des scènes dansées.

## Palmarès
Les nommés ont été annoncés le 4 mai 2010.
| Meilleure pièce | Meilleure comédie musicale |
| --- | --- |
| - Rouge (Red) – John Logan - In the Next Room (or The Vibrator Play) – Sarah Ruhl - Next Fall – Geoffrey Nauffts - Time Stands Still – Donald Margulies | - Memphis - American Idiot - Fela! - Million Dollar Quartet |
| Meilleure reprise d'une pièce | Meilleure reprise d'une comédie musicale |
| - Fences - Lend Me a Tenor - The Royal Family - Vu du pont | - La Cage aux folles - Finian's Rainbow - A Little Night Music - Ragtime |
| Meilleur acteur dans une pièce | Meilleure actrice dans une pièce |
| - Denzel Washington – Fences dans le rôle de Troy Maxson - Jude Law – Hamlet dans le rôle d'Hamlet - Alfred Molina – Rouge (Red) dans le rôle de Mark Rothko - Liev Schreiber – Vu du pont dans le rôle d’Eddie - Christopher Walken – A Behanding in Spokane dans le rôle de Carmichael                                        | - Viola Davis – Fences dans le rôle de Rose Maxson - Valerie Harper – Looped (en) dans le rôle de Tallulah Bankhead - Linda Lavin – Collected Stories dans le rôle de Ruth Steiner - Laura Linney – Time Stands Still dans le rôle de Sarah Goodwin - Jan Maxwell – The Royal Family dans le rôle de Julie Cavendish                       |
| Meilleur acteur dans une comédie musicale | Meilleure actrice dans une comédie musicale |
| - Douglas Hodge – La Cage aux folles dans le rôle d’Albin - Kelsey Grammer – La Cage aux folles dans le rôle de Georges - Sean Hayes – Promises, Promises dans le rôle de Chuck Baxter - Chad Kimball – Memphis dans le rôle de Huey Calhoun - Sahr Ngaujah – Fela! dans le rôle de Fela Kuti                                   | - Catherine Zeta-Jones – A Little Night Music dans le rôle de Desiree Armfeldt - Kate Baldwin – Finian's Rainbow dans le rôle de Sharon McLonergan - Montego Glover – Memphis dans le rôle de Felicia Farrell - Christiane Noll – Ragtime dans le rôle de la mère - Sherie Rene Scott – Everyday Rapture dans son propre rôle              |
| Meilleur acteur de second rôle dans une pièce | Meilleure actrice de second rôle dans une pièce |
| - Eddie Redmayne – Rouge (Red) dans le rôle de Ken - David Alan Grier – Race dans le rôle de Henry Brown - Stephen McKinley Henderson – Fences dans le rôle de Jim Bono - Jon Michael Hill – Superior Donuts dans le rôle de Franco - Stephen Kunken – Enron dans le rôle de Andy Fastow                                        | - Scarlett Johansson – Vu du pont dans le rôle de Catherine - Maria Dizzia – In the Next Room (or The Vibrator Play) dans le rôle de Mrs. Daldry - Rosemary Harris – The Royal Family dans le rôle de Fanny Cavendish - Jessica Hecht – Vu du pont dans le rôle de Béatrice - Jan Maxwell – Lend Me a Tenor dans le rôle de Maria          |
| Meilleur acteur de second rôle dans une comédie musicale | Meilleure actrice de second rôle dans une comédie musicale |
| - Levi Kreis – Million Dollar Quartet dans le rôle de Jerry Lee Lewis - Kevin Chamberlin – The Addams Family dans le rôle de Uncle Fester - Robin de Jesús – La Cage aux folles dans le rôle de Jacob - Christopher Fitzgerald – Finian's Rainbow dans le rôle de Og - Bobby Steggert – Ragtime dans le rôle de Younger Brother | - Katie Finneran – Promises, Promises dans le rôle de Marge MacDougall - Barbara Cook – Sondheim on Sondheim dans le rôle de plusieurs personnages - Angela Lansbury – A Little Night Music dans le rôle de Madame Armfeldt - Karine Plantadit – Come Fly Away dans le rôle de Kate - Lillias White – Fela! dans le rôle de Funmilayo Kuti |
| Meilleur livret de comédie musicale | Meilleure partition originale |
| - Joe DiPietro – Memphis - Dick Scanlan et Sherie Rene Scott – Everyday Rapture - Jim Lewis et Bill T. Jones – Fela! - Colin Escott et Floyd Mutrux – Million Dollar Quartet | - Memphis – David Bryan (musique et paroles) et Joe DiPietro (paroles) - The Addams Family – Andrew Lippa (musique et paroles) - ENRON – Adam Cork (musique) et Lucy Prebble (paroles) - Fences – Branford Marsalis (musique) |
| Meilleurs décors pour une pièce | Meilleurs décors pour une comédie musicale |
| - Christopher Oram – Rouge (Red) - John Lee Beatty – The Royal Family - Alexander Dodge – Present Laughter - Santo Loquasto – Fences | - Christine Jones – American Idiot - Marina Draghici – Fela! - Derek McLane – Ragtime - Tim Shortall – La Cage aux folles |
| Meilleurs costumes pour une pièce | Meilleurs costumes pour une comédie musicale |
| - Catherine Zuber – The Royal Family - Martin Pakledinaz – Lend Me a Tenor - Constanza Romero – Fences - David Zinn – In the Next Room (or The Vibrator Play) | - Marina Draghici – Fela! - Paul Tazewell – Memphis - Matthew Wright – La Cage aux folles |
| Meilleures lumières pour une pièce | Meilleures lumières pour une comédie musicale |
| - Neil Austin – Rouge (Red) - Neil Austin – Hamlet - Mark Henderson – ENRON - Brian MacDevitt – Fences | - Kevin Adams – American Idiot - Donald Holder – Ragtime - Nick Richings – La Cage aux folles - Robert Wierzel – Fela! |
| Meilleur son pour une pièce | Meilleur son pour une comédie musicale |
| - Adam Cork – Rouge (Red) - Acme Sound Partners – Fences - Adam Cork – ENRON - Scott Lehrer – Vu du pont | - Robert Kaplowitz – Fela! - Jonathan Deans – La Cage aux folles - Dan Moses Schreier et Gareth Owen – A Little Night Music - Dan Moses Schreier – Sondheim on Sondheim |
| Meilleure mise en scène pour une pièce | Meilleure mise en scène pour une comédie musicale |
| - Michael Grandage – Rouge (Red) - Sheryl Kaller – Next Fall - Kenny Leon – Fences - Gregory Mosher – Vu du pont | - Terry Johnson – La Cage aux folles - Christopher Ashley – Memphis - Marcia Milgrom Dodge – Ragtime - Bill T. Jones – Fela! |
| Meilleure chorégraphie | Meilleure orchestration |
| - Bill T. Jones – Fela! - Rob Ashford – Promises, Promises - Lynne Page – La Cage aux folles - Twyla Tharp – Come Fly Away | - Daryl Waters et David Bryan – Memphis - Jason Carr – La Cage aux folles - Aaron Johnson – Fela! - Jonathan Tunick – Promises, Promises |

## Récompenses et nominations multiples

### Nominations multiples
- 11: La Cage aux folles et Fela!
- 10: Fences
- 8: Memphis
- 7: Rouge et Vu du pont
- 6: Ragtime
- 5: The Royal Family
- 4: A Little Night Music, Promises, Promises, ENRON
- 3: American Idiot, Million Dollar Quartet, Finian's Rainbow, In the Next Room (or The Vibrator Play) et Lend Me a Tenor
- 2: The Addams Family, Come Fly Away, Everyday Rapture, Hamlet, Next Fall, Time Stands Still et Sondheim on Sondheim

### Récompenses multiples
- 6: Rouge
- 4: Memphis
- 3: Fences, La Cage aux folles et Fela!
- 2: American Idiot

## Autres récompenses
Le prix Tony Honors for Excellence in the Theatre a été décerné à l'Alliance of Resident Theatres New York, à B.H. Barry, à Tom Viola et de la police municipale du Midtown et du Sud de New York. Le Special Tony Award pour l'ensemble de sa carrière a été décerné à Sir Alan Ayckbourn et Marian Seldes. David Hyde Pierce a reçu le prix Isabelle Stevenson Award pour son combat contre la maladie d'Alzheimer. Le Regional Theatre Tony Award a été décerné au Eugene O'Neill Theater Center.